# Кокорци
Ко̀корци е село в Южна България. То се намира в община Рудозем, област Смолян.

## География
Село Кокорци се намира в планински район. Кокорци е разположено в землището на град Рудозем.